# Мерзон Яків Єкусьєвич
Яків Єкусьєвич Мерзон (1891 — 1947) — радянський історик єврейського походження, громадський діяч, публіцист, перекладач. Займався історією єврейського і арабського національного рухів у Палестині.

## Життєпис та науковий доробок
Мерзон народився 1891 року в Кривому Розі у родині рабіна, який також виконував обов'язки «шойхета» (забійника тварин). З 16 років працював на різних некваліфікованих роботах.
У 1908/1909 навчальному році навчався на Петербурзьких курсах сходознавства. Згодом повернувся до рідного міста, де до 1911 року викладав у безкоштовній єврейській жіночій школі. У 1905 році вступив до єврейської соціалістично-робітничої партії. Декілька разів був заарештований. З 1911 — до початку 1920-х років проживав у Палестині, де був одним з провідних організаторів комуністичного руху та водночас противників сіонізму. Опублікував низку брошур, які досить великими накладами поширювались серед євреїв Палестини. Переклав на їдиш головні праці В. Леніна, збірку матеріалів «Радянська політика серед єврейських мас». На початку 1920-х років вів пропагандистську роботу у Варшаві та Відні. У 1921 став членом КП(б)У.
З серпня 1924 — до початку 1930-х років займався педагогічною, науковою та викладацькою роботою в Одесі. Очолював позиково-ощадне кооперативне товариство «Кустрем» та Товариство кустарів одинаків, був членом одеської міськради 7-го скликання, членом бюро Євсекції губкому та керівником школи політграмоти.
Основна педагогічна діяльність зосереджувалась в Одеському інституті народної освіти (ОІНО), де був лектором з історії революційного руху на Заході та історії євреїв.
В 1924–1925 роках в єврейському відділі факультету соціального виховання ОІНО очолював суспільствознавчу предметну комісію, а з 1928/29 навчального року — соціально-економічну. У 1927–1928 роках очолював історичний напрямок семінару підвищеного типу з історії єврейської культури. Разом з Слабченком очолив підсекцію історії євреїв при Одеській секції соціально-економічної історії України. З 1926 року обіймав посаду професора.
Помер в 1947 році.

## Творчість
Творча спадщина здебільшого складається з публіцистичних праць на суспільно-політичну тематику, повісті «Земля» (1938 р.), в якій пропагується єврейська колонізація Криму, декількох історико-наукових та навчальних праць. Так, на початку 1910-х років за пропозицією видавництва «Кунстферлаг» написав на мові їдиш підручник з єврейської історії. Найбільшою працею є дослідження історії суспільного життя Палестини у XIX — на початку XX ст., написане з комуністичних позицій.

### Праці
- Земля: Повесть/Я. Мерзон. — Симферополь: Госиздат Крым АССР, 1938. — 66 с.
- Історія євреїв. — 1911 (на їдиш);
- Арабський національний революційний рух та єврейська колонізація у Палестині. — Ч. І. — Варшава, 1924 (на їдиш).